# Rue du Petit-Bacchus
La rue du Petit-Bacchus est une voie de Nantes, en France.

## Situation et accès
Située dans le centre-ville de Nantes, l'artère relie la rue de la Bâclerie à la rue des Échevins. Pavée, elle fait partie de la zone piétonnière du Bouffay, et se présente sur un plan en forme de « T », avec une première section perpendiculaire à la rue des Échevins d'une trentaine de mètres aboutissant en impasse, et une section plus petite d'environ 20 mètres perpendiculaire à la première qui débouche sur la rue de la Bâclerie par l'intermédiaire d'un passage pratiqué au rez-de-chaussée de l'immeuble situé en retrait à l'extrémité sud-est de cette rue.

## Historique
Son nom lui est attribué en 1759 et englobait à cette époque une partie du tracé de la « rue des Échevins », dont elle sera dissociée en 1933, répondant au souhait d'une partie des habitants de cette dernière artère qui réclamaient ce changement de dénomination.
Hormis une partie important de sa section en impasse, le reste de cette artère correspondait à l'ancien tracé de l'actuelle « rue des Échevins » à qui elle donnait également son nom. Ce tracé tortueux permettait alors de contourner une maison à colombages du XVe siècle, qui occupait l'angle nord-est de la place du Bouffay, baptisée « maison des Engins » (ou « maison des Échevins »), qui accueillit la première mairie de Nantes. Fort délabrée, elle sera démolie au début du XXe siècle (seuls les vestiges d'une cheminée gothique sont encore visibles sur le pignon de la maison située à l'extrémité sud-ouest de la rue de la rue Échevins).
L'actuel immeuble construit depuis cette date à l'angle des rues de la Bâclerie et des Échevins respecte une servitude de passage pour les résidents de la rue, lequel est conforme au tracé initial de cette partie de la voie.